# Swan Hunter
Swan Hunter & Wigham Richardson é um tradicional estaleiro do Reino Unido.

## Navios construídos pela Swan Hunter

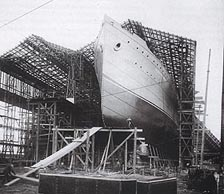
RMS Carpathia em construção no estaleiro Swan Hunter (1902).